# Daniel Helguera
Daniel Helguera Pérez  (Castro-Urdiales, Cantabria, el 23 de abril de 1909-Quintanilla Sopeña, Burgos, 2 de diciembre de 1936) fue un futbolista español. Militó en la temporada 1932-1933 en el Fútbol Club Barcelona, siendo traspasado al Arenas Club de Getxo al año siguiente, donde se retiró en 1934.
En el Barça jugó 14 partidos de liga y marcó tres goles. Debutó el 4 de diciembre de 1932 en un F. C. Barcelona 2-C. D. Alavés 0.

## Equipos
| Club                  | País   | Año  |
| --------------------- | ------ | ---- |
| Fútbol Club Barcelona | España | 1932 |
| Arenas Club de Getxo  | España | 1934 |